# Porzûs
Pour plus de détails, voir Fiche technique et Distribution.
Porzûs est un drame historique italien réalisé par Renzo Martinelli et sorti en 1997.

## Synopsis
L'un des survivants du massacre de Porzûs, Storno, se rend en Slovénie pour rendre visite à Geko, qu'il n'a pas revu depuis la fin de la guerre. Tous deux se remémorent tous les événements dramatiques qui les ont vus protagonistes entre fin 1944 et février 1945.

## Fiche technique
- Titre original italien  : Porzûs[1]
- Réalisateur : Renzo Martinelli
- Scénario : Renzo Martinelli, Furio Scarpelli
- Photographie : Giuliano Giustini (it)
- Montage : Osvaldo Bargero (it)
- Musique : Flavio Colusso (it)
- Décors : Andrea Faini, Christina Onori
- Costumes : Raffaella Fantasia
- Production : Bruno Altissimi, Claudio Saraceni
- Société de production : Videomaura - Produzioni Audiovisive e Pubblicitarie, Martinelli Film Company International, Progetto Immagine
- Pays de production :  Italie
- Langue originale : italien
- Format : Couleurs - Son stéréo - 35 mm
- Durée : 121 minutes
- Genre : Drame historique
- Dates de sortie :
  - Italie : 31 août 1997 (Mostra de Venise 1997) ; 12 septembre 1997

## Distribution
- Lorenzo Crespi : Carlo Tofani dit « Geko » (jeune)
- Gastone Moschin : Carlo Tofani dit « Geko » (vieux)
- Lorenzo Flaherty : Umberto Pautassi dit « Storno » (jeune)
- Gabriele Ferzetti : Umberto Pautassi dit « Storno » (vieux)
- Giuseppe Cederna : Nullo
- Bruno Bilotta (it) : Dinamo
- Paco Reconti : Rapido
- Massimo Bonetti : Bossu
- Giulia Boschi : Ada Zambon
- Salvatore Calaciura : Africa
- Lino Capolicchio : Galvano
- Gianni Cavina : Spaccaossi
- Victor Cavallo : Scabbia
- Pietro Ghislandi : Tête de mort